# Lista de capítulos de Great Teacher Onizuka
Great Teacher Onizuka (グレート・ティーチャー・オニヅカ, Gurēto Tīchā Onizuka, lit. "O Grande Professor Onizuka"), oficialmente abreviado como GTO, é uma série de mangá japonesa escrita e ilustrada por Tohru Fujisawa. Ela foi originalmente serializada na revista Weekly Shonen Magazine de janeiro de 1997 a fevereiro de 2002. A história se concentra no ex-membro do bōsōzoku de 22 anos, Eikichi Onizuka, que se torna professor em uma escola particular, a Holy Forest Academy, em Tóquio, Japão. É uma continuação da antiga série de mangás de Tooru Fujisawa, Shonan Junai Gumi e Bad Company, ambos focados na vida de Onizuka antes de se tornar um professor. Mais tarde, vários spin-offs foram desenvolvidos, incluindo GTO - Shonan 14 Days, GTR: Grande Transporter Ryuji, Ino-Head Gargoyle, Shonan Seven e uma continuação: GTO - Paradise Lost.
A série foi licenciada no Brasil pela NewPOP Editora e foi o primeiro mangá verdadeiramente longo da empresa. O primeiro volume foi lançado em maio de 2007 e até o momento o mais recente volume é o décimo-terceiro em setembro de 2020.

## Volumes
| N.º | Japonês                | Japonês           | Português          | Português         |
| N.º | Data de lançamento     | ISBN              | Data de lançamento | ISBN              |
| --- | ---------------------- | ----------------- | ------------------ | ----------------- |
| 1   | 14 de maio de 1997     | 978-4-06-312411-8 | maio de 2017       | 978-85-8362-120-1 |
| 2   | 15 de julho de 1997    | 978-4-06-312436-1 | julho de 2017      | 978-85-8362-121-8 |
| 3   | 13 de setembro de 1997 | 978-4-06-312455-2 | outubro de 2017    | 978-85-8362-122-5 |
| 4   | 4 de novembro de 1997  | 978-4-06-312481-1 | dezembro de 2017   | 978-85-8362-123-2 |
| 5   | 13 de janeiro de 1998  | 978-4-06-312503-0 | fevereiro de 2018  | 978-85-8362-124-9 |
| 6   | 15 de abril de 1998    | 978-4-06-312538-2 | abril de 2018      | 978-85-8362-125-6 |
| 7   | 15 de junho de 1998    | 978-4-06-312559-7 | outubro de 2018    | 978-85-8362-236-9 |
| 8   | 10 de agosto de 1998   | 978-4-06-312583-2 | novembro de 2018   | 978-85-8362-239-0 |
| 9   | 14 de novembro de 1998 | 978-4-06-312619-8 | fevereiro de 2019  | 978-85-8362-237-6 |
| 10  | 15 de março de 1999    | 978-4-06-312665-5 | março de 2019      | 978-85-8362-238-3 |
| 11  | 15 de junho de 1999    | 978-4-06-312688-4 | abril de 2019      | 978-85-8362-251-2 |
| 12  | 7 de agosto de 1999    | 978-4-06-312727-0 | julho de 2019      | 978-85-8362-252-9 |
| 13  | 15 de novembro de 1999 | 978-4-06-312773-7 | setembro de 2020   | 978-85-8362-274-1 |
| 14  | 14 de janeiro de 2000  | 978-4-06-312791-1 | —                  | —                 |
| 15  | 12 de abril de 2000    | 978-4-06-312824-6 | —                  | —                 |
| 16  | 14 de julho de 2000    | 978-4-06-312848-2 | —                  | —                 |
| 17  | 12 de setembro de 2000 | 978-4-06-312882-6 | —                  | —                 |
| 18  | 13 de dezembro de 2000 | 978-4-06-312914-4 | —                  | —                 |
| 19  | 12 de março de 2001    | 978-4-06-312947-2 | —                  | —                 |
| 20  | 13 de junho de 2001    | 978-4-06-312980-9 | —                  | —                 |
| 21  | 8 de agosto de 2001    | 978-4-06-313006-5 | —                  | —                 |
| 22  | 14 de novembro de 2001 | 978-4-06-313041-6 | —                  | —                 |
| 23  | 13 de março de 2002    | 978-4-06-313073-7 | —                  | —                 |
| 24  | 15 de abril de 2002    | 978-4-06-313097-3 | —                  | —                 |
| 25  | 15 de abril de 2002    | 978-4-06-313098-0 | —                  | —                 |